# Moderatörlampa
Moderatörlampan är en typ av belysningsarmatur med olja som energikälla. Den konstruerades av fransmannen Charles-Louis-Félix Franchot (1809–1881) år 1836–1837. Konstruktionen kom att ersätta den tidigare vanligt förekommande Carcel-lampan, även kallad urlampan, som pumpade upp sitt bränsle med hjälp av ett mekaniskt urverk. Moderatörlampan pressade upp bränslet genom ett rör med en fjäder som tryckte på en kolv. Konstruktionen var enklare och därför mindre underhållskrävande.
Liksom i den äldre Carcel-lampan var oljekannan placerad under brännaren vilket möjliggjorde belysning i horisontalplanets alla riktningar (360 grader). De ännu tidigare oljelamporna, som exempelvis Argandlampan, hade sina bränslebehållare placerade ovanför brännarna vilket dels gjorde dem lätta att välta omkull, eftersom tyngdpunkten hamnade förhållandevis högt upp, och dels skymde behållaren en del av ljuset. Moderatörlampans nya tekniska egenskaper gjorde den bland annat lämplig för användning i fyrar.

## Konstruktion
Franchots moderatörlampa förser lampveken med oljebränsle tack vare en spiralfjäderbelastad kolv som skapar mekaniskt tryck inuti en cylindrisk oljekanna. En reglerteknisk mekanism, den så kallade moderatören, kompenserar för spiralfjäderns avtagande kraft när kolven sjunker. Moderatören består av en nål som löper genom ett stigrör i mitten av kolven. När tryckfjädern är nära toppen av oljekannan löper nålen genom hela stigrörets längd. När kolven och röret sänks, och fjäderkraften minskar, dras nålen ut från röret och oljeflödet möter då mindre motstånd. En stadig ström av olja strömmar uppåt till veken medan överskottsolja rinner tillbaka i behållaren ovanför kolven. 
Kolven, typiskt gjord av läderskivor fastklämda mellan metallbrickor, är  försedd med en ventil för att göra det möjligt för den att dras ut så att behållaren kan fyllas med olja. Ett vridbart reglage, utformad som en ratt, är kopplad till en kuggstång så att kolven kan höjas och spännas med hjälp av spriralfjädern. Spiralfjäderns ringar är utformade så att de vid ihoptryckningen lägger sig inuti varandra för att ta så lite plats som möjligt.
Den här typen av lampor drevs av vegetabilisk olja som exempelvis rapsolja. Oljorna var alltför trögflytande för att med egen kraft ta sig uppför en lampveke utan något tillfört mekaniskt tryck. Lättflytande fotogenbränslen till belysningsarmaturer fanns inte ännu.
En nackdel med moderatörlampan var att den var tvungen att dras upp med nyckelreglaget flera gånger på en och samma kväll. Om detta inte gjordes brann veken ner.
Moderatörlampor användes i stor utsträckning i slutet av 1800-talet för belysning både i bostadshus och fyrar. Lamptypen kallas ibland för fotogenlampans lillebror.

## Galleri

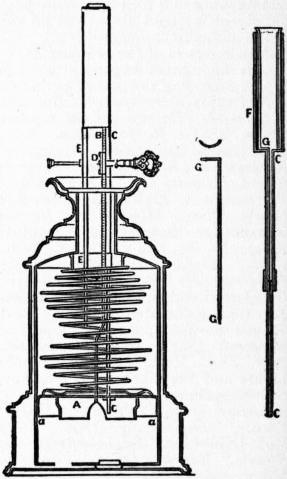
Principskiss av moderatörlampan i genomskärning.
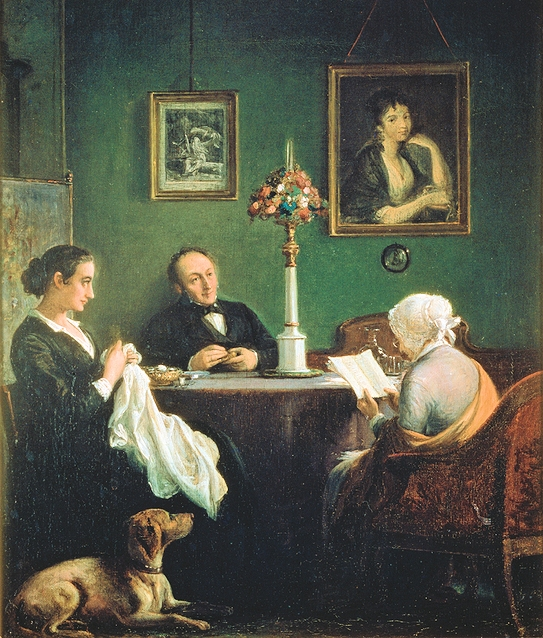
Den danska Heiberglampan är exempel på en moderatörlampa.
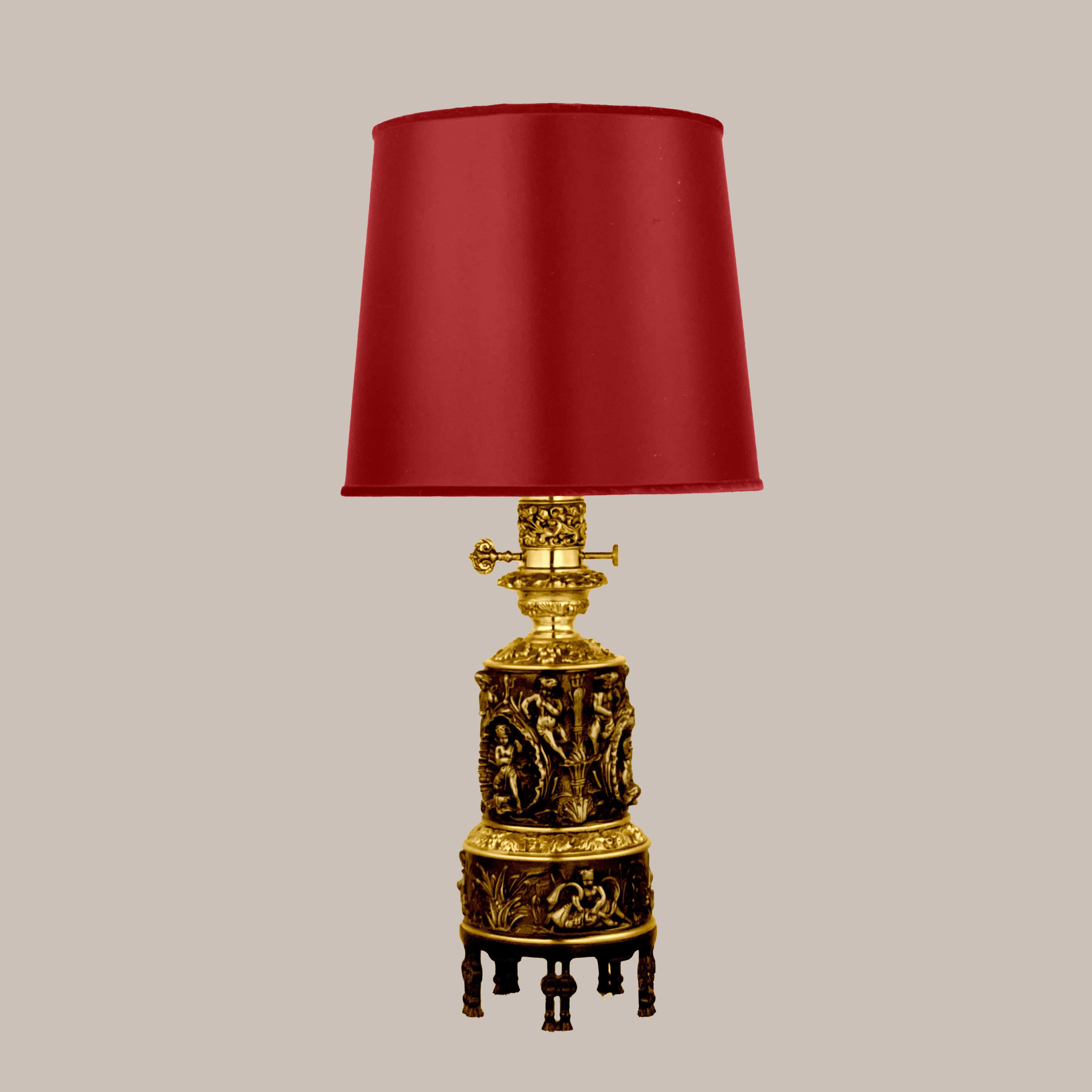
Svensk elektrisk belysningsarmatur utförd i stil som en moderatörlampa.